# Evropská silnice E71
Mezinárodní silnice E71 je evropská silnice vedoucí z Košic na Slovensku do Splitu v Chorvatsku. Její celková délka je 1 016 km.
Ačkoliv je trasa oficiálně vedena přes Bosnu a Hercegovinu, v chorvatském dopravním značení je vedena po dálnici A1 a bosenské území úplně míjí.

## Trasa
Silnice E71 prochází přes 4 země:

### SlovenskoSlovensko
Košice – hranice s Maďarskem

### MaďarskoMaďarsko
Miskolc – Gödöllő – Székesfehérvár – Nagykanizsa – Letenye

### ChorvatskoChorvatsko
Čakovec – Záhřeb – Karlovac – Ličko Petrovo Selo / Zadar – Split

### Bosna a HercegovinaBosna a Hercegovina
Izačić – Bihać

### ChorvatskoChorvatsko
Užljebić – Otrić – Split